# Zarand (cráter)
Zarand es un pequeño cráter de impacto del planeta Marte situado a 3.39° sur y 1.5º oeste. El impacto causó un boquete de 2.2 kilómetros de diámetro. El nombre fue aprobado en 2006 por la Unión Astronómica Internacional, en honor al municipio de Zarand, en la provincia de Kermán (Irán).